# B-2 Unit
B-2 Unit è il secondo album in studio di Ryūichi Sakamoto, pubblicato nel 1980 dalla Alfa Records.
Dal disco fu estratto il singolo Riot in Lagos, realizzato con il produttore Dennis Bovell e ispirato all'afrobeat di Fela Kuti. Il brano, che riscosse molto successo nei club, è considerato uno dei primi esempi di musica electro e influenzò futuri pionieri del genere, quali Afrika Bambaataa e i Mantronix.
Per la registrazione delle parti di chitarra dell'album, Sakamoto si avvalse della collaborazione di Andy Partridge, fondatore degli XTC.

## Tracce
Lato A
1. Differencia – 2:04
2. Thatness and Thereness – 3:27
3. Participation Mystique – 6:41
4. E-3A – 4:45

Durata totale: 16:57
Lato B
1. Iconic Storage – 4:43
2. Riot in Lagos – 5:40
3. Not the 6 O'Clock News – 5:02
4. The End of Europe – 4:57

Durata totale: 20:22